# Sokoł (obwód magadański)
Sokoł – osiedle typu miejskiego w Rosji, w obwodzie magadańskim, 50 km na północ od stolicy obwodu. W 2010 roku liczyło 4685 mieszkańców.
W miejscowości znajduje się port lotniczy obsługujący Magadan i cały Obwód magadański.